# Ospedale delle bambole
L'Ospedale delle bambole è un museo di Napoli, la cui sede è nel Palazzo Marigliano nella centralissima Spaccanapoli.
In esso sono raccolti giocattoli e bambole d'epoca, le Grugnette dell'azienda Lenci e le Barbie dell'azienda Mattel.
Annesso al museo c'è un laboratorio che provvede al restauro del materiale collezionato, ma anche alla cura di bambole, di cittadini che si servono di tale struttura come se fosse un vero e proprio ospedale, riparando principalmente bambole di porcellana, plastica, legno e cartapesta.

Con una tradizione centenaria è uno dei centri di riparazione di bambole più specializzato, attrezzato e famoso d'Italia.

## Storia
Luigi Grassi, uno scenografo dei teatri di corte e dei teatrini dei pupi napoletani, fondò nel 1895 un piccolo laboratorio per la costruzione delle sue scenografie e per la riparazione ed il restauro delle attrezzature usate negli spettacoli teatrali.

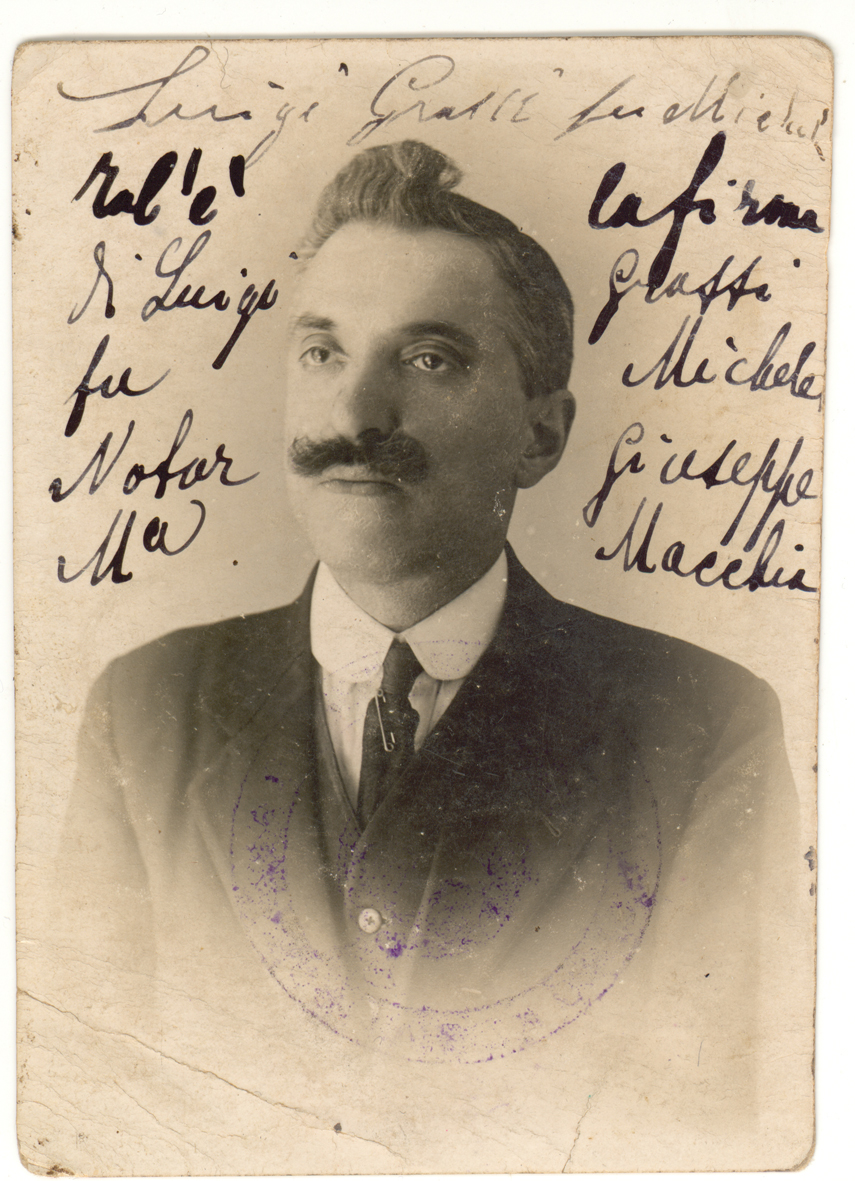
Il fondatore Luigi Grassi

Effettuava inoltre interventi anche su giocattoli, oggetti di culto delle chiese di Napoli, burattini e varie maschere.

In seguito alla riparazione di una bambola rotta ed alle doti del Grassi come aggiustatore, la bottega divenne un punto di riferimento per l'intera città, per la riparazione delle bambole, in un'epoca in cui non esisteva ancora il consumismo di massa. In seguito all'accumulo di svariati pezzi di ricambio presenti in negozio e siccome il Grassi operava con addosso sempre un camice bianco, la gente iniziò a chiamare quel posto 'o spitale d'é bambule (l'ospedale delle bambole).
Dopo di lui, la gestione passò al Figlio Michele Grassi che operò durante gli anni della seconda guerra mondiale. In un periodo di grande povertà, Michele riparava le bambole “al prezzo di un sorriso”. Con lui, sua moglie Giovanna si occupava di trucco e parrucco e sartoria.
Dopo Michele fu il turno di Luigi Grassi, suo figlio, nipote del fondatore.
Negli anni in cui il centro storico di Napoli non era sempre un posto sicuro, gli illustri dell’epoca amavano chiamare l’Ospedale delle bambole di Luigi “la lampada di Aladino”, un posto dove si poteva trovare ancora la luce nell’oscurità di quelle strade. 
Frequentato da Importanti personaggi dello spettacolo, della Nobiltà napoletana e da intellettuali dell’epoca, l’Ospedale delle bambole, sotto la guida di Luigi Grassi, comincia a farsi conoscere al mondo.
Tiziana Grassi, pronipote del fondatore e figlia Di Luigi, è oggi la “Primaria” dell’Ospedale delle bambole. Nel 2017, Tiziana, trasferisce l’Ospedale delle bambole in Palazzo Marigliano e apre al pubblico il Museo dell’Ospedale delle bambole, visitato ogni anno da migliaia di turisti da ogni parte del mondo. Ad oggi, i figli Michele, Luca e Leonardo, la quinta generazione, la aiutano a portare avanti la tradizione di famiglia.

## Percorso espositivo
L'esposizione, strutturata come un vero e proprio ospedale, ha diverse corsie: il Bambolatorio è il reparto in cui si ricevono le donazioni da parte dei visitatori, i reparti dove si eseguono le operazioni di abbellimento sono la Sartoria, il Trucco, la Parruccheria, quelli dove si effettuano le riparazioni sono l'Oculistica in cui si curano i meccanismi di pesi e bilanciamento che permettono l'apertura, chiusura e rotazione degli occhi, l'Ortopedia, il Decoro, la sala Gessi e quella di Meccanica.

Ulteriori reparti sono la Sala Accettazione, il Pronto Soccorso, l'Ambulatorio Veterinario Peluche, il Reparto Vestitura ed il Reparto Restauro Sacro.
Una delle specializzazioni dell'ospedale è quella riguardante la riparazione dei Peluche.

## Filmografia
- Cortometraggio, “The Wholly Family”, Terry Gilliam
- Cortometraggio, “L’universo delle Piccole Cose”, Andrea La Puca e Matteo Raniero Muti, (Candidato David di Donatello 2023)
- Cortometraggio, "La Bambola Viaggiatrice", Luca Scivicco